# Équipe de Serbie-et-Monténégro masculine de water-polo
De 1993 à 2006, l'équipe de Serbie-et-Monténégro a représenté la République fédérale de Yougoslavie (1993-2003), puis la Communauté d'États Serbie-et-Monténégro (2003-2006) dans les compétitions internationales de water-polo masculin.
Ses joueurs étaient sélectionnés au Monténégro et en Serbie.
En 2006, avec la division du pays, sont apparues une équipe de Serbie de water-polo masculin et une équipe du Monténégro.

## Palmarès enLigue mondiale
| Année | Médaille          | Place | Nom de l'équipe      |
| ----- | ----------------- | ----- | -------------------- |
| 2004  | Médaille d'argent | 2     | Serbie-et-Monténégro |
| 2005  | Médaille d'or     | 1     | Serbie-et-Monténégro |
| 2006  | Médaille d'or     | 1     | Serbie-et-Monténégro |

## Palmarès auxChampionnats d'Europe
| Année | Médaille          | Place | Nom de l'équipe      |
| ----- | ----------------- | ----- | -------------------- |
| 1997  | Médaille d'argent | 2     | RF Yougoslavie       |
| 2001  | Médaille d'or     | 1     | Serbie-et-Monténégro |
| 2003  | Médaille d'or     | 1     | Serbie-et-Monténégro |

## Palmarès auxchampionnats du monde
| Année | Médaille           | Place | Nom de l'équipe      |
| ----- | ------------------ | ----- | -------------------- |
| 1998  | Médaille de bronze | 3     | RF Yougoslavie       |
| 2001  | Médaille d'argent  | 2     | RF Yougoslavie       |
| 2003  | Médaille de bronze | 3     | Serbie-et-Monténégro |
| 2005  | Médaille d'or      | 1     | Serbie-et-Monténégro |

## Palmarès auxJeux olympiques
| Année | Médaille                           | Place | Nom de l'équipe      |
| ----- | ---------------------------------- | ----- | -------------------- |
| 2004  | Médaille d'argent, Jeux olympiques | 2     | Serbie-et-Monténégro |